# Paravonones
Genre
Paravonones est un genre d'opilions laniatores de la famille des Cosmetidae.

## Distribution
Les espèces de ce genre se rencontrent au Mexique et au Salvador.

## Liste des espèces
Selon World Catalogue of Opiliones (01/08/2021) :
- Paravonones biserratus Pickard-Cambridge, 1904
- Paravonones claviger Pickard-Cambridge, 1904
- Paravonones quadratus Pickard-Cambridge, 1904
- Paravonones simplicipes Roewer, 1954

## Publication originale
- Pickard-Cambridge, 1904 : « Order Opiliones. » Biologia Centrali-Americana, Zoology, Arachnida - Araneida and Opiliones, vol. 2, p. 546-560 (texte intégral).